# Investidura presidencial de Richard Nixon en 1969

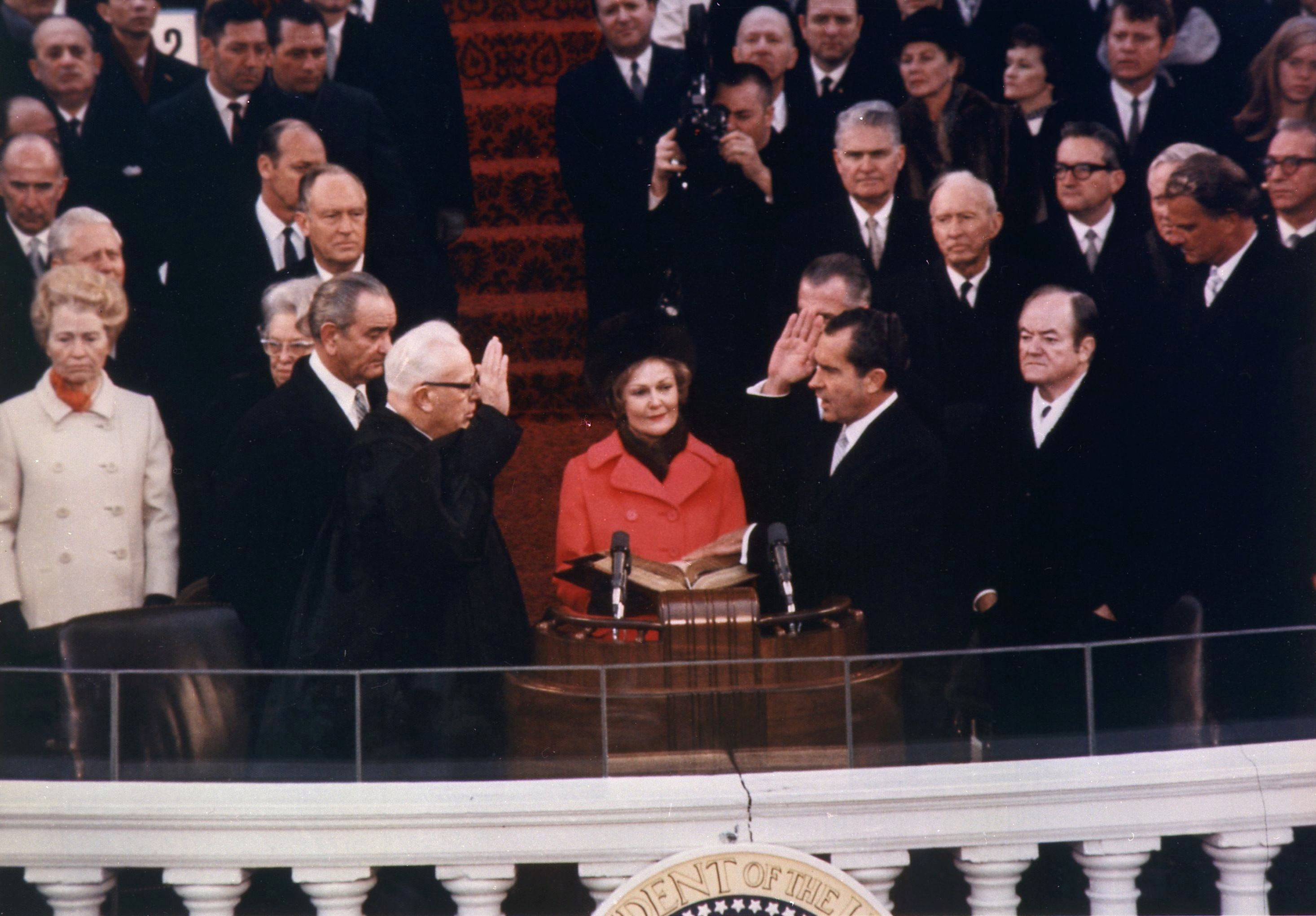
Cuatro vicepresidentes: LR, saliente, el presidente Lyndon Johnson (la 37 ª Vice President), Presidente Richard Nixon (36 ª), líder mayoritario del Senado Everett Dirksen, Spiro Agnew juramento como Vice President (39 ª), y el saliente Vicepresidente Hubert Humphrey (38 ª), en la inauguración, 20 de enero de 1969.

La investidura presidencial de Richard Nixon de 1969 como el trigésimo séptimo Presidente de los Estados Unidos tuvo lugar el 20 de enero de 1969. El Presidente del Tribunal Supremo Earl Warren realizó el juramento del cargo. Líder de la Mayoría del Senado Everett Dirksen administró el juramento a Spiro Agnew como Vicepresidente.